# تپه تخت سلیمان
تپه تخت سلیمان مربوط به دوره اشکانیان است و در شهرستان سلسله (الشتر)، بخش فیروزآباد، ۲/۸ کیلومتری جنوب غرب روستای سیل هاویل واقع شده و این اثر در تاریخ ۷ اسفند ۱۳۸۶ با شمارهٔ ثبت ۲۱۳۱۶ به‌عنوان یکی از آثار ملی ایران به ثبت رسیده است.